# Camilla Mingardi
Camilla Mingardi (Brescia, 19 ottobre 1997) è una pallavolista italiana, opposto del Victorina Himeji.

## Carriera

### Club
La carriera di Camilla Mingardi inizia nel 2011 nelle giovanili del Bergamo. Nella stagione 2013-14 viene ingaggiata dal Busto Arsizio, giocando nella squadra che disputa il campionato di Serie B1, mentre in quella seguente passa al Flero, neopromossa in Serie A1.
Nella stagione 2016-17 si accasa alla SAB di Legnano, in Serie A2, con cui resta anche nell'annata successiva quando la squadra viene ripescata in Serie A1: tuttavia a campionato in corso viene ceduta al River di Piacenza. Nella stagione 2018-19 veste nuovamente la maglia del club di Bergamo, mentre in quella seguente si trasferisce al Millenium Brescia, sempre nella massima divisione nazionale; per l'annata 2020-21 torna alla squadra di Busto Arsizio, nel frattempo ridenominata UYBA dove rimane per un biennio prima di trasferirsi alla Savino Del Bene a partire dalla stagione 2022-23, con cui vince la Coppa CEV.
Nell'annata 2023-24 si trasferisce alla Megavolley: tuttavia, dopo una parentesi al Gresik Petrokimia, per il campionato 2024 nella Proliga indonesiana, nella stagione 2024-25 torna alla società di Scandicci, sempre nella massima divisione italiana.
Nell'annata 2025-26 difende i colori del Victorina Himeji, nella SV.League giapponese.

### Nazionale
Nel 2013 fa parte della nazionale under 18 italiana.
Nel 2018 ottiene le prime convocazioni in nazionale maggiore.

## Palmarès

### Club
- Coppa CEV: 1

2022-23